# Noztra
 (mars 2018).
Si vous disposez d'ouvrages ou d'articles de référence ou si vous connaissez des sites web de qualité traitant du thème abordé ici, merci de compléter l'article en donnant les références utiles à sa vérifiabilité et en les liant à la section « Notes et références ».
Noztra, de son vrai nom Martin Rivera, est un musicien né à San Francisco de Macorís en République dominicaine le 20 octobre 1982.

## Biographie

### Jeunesse
Né à San Francisco de Macorís, en République dominicaine, le 20 octobre 1982, Martin Rivera a grandi à New York depuis ses sept ans.

### Carrière
C'est Vico C, qui influence Noztra à rapper quand le reggaeton était encore un style underground.
En 2002, Noztra adopte le reggaeton, alors qu'il se trouve à New York.
Il commence sa carrière, en 2005, sous le label Machete Music, propriété d'Universal Music Group. Sa première production musicale, Ya' Aint Ready, est un album qui contient dix-neuf titres avec une variété de sons tels que malianteo, sandungueo, boléro et gangsta rap. Ses œuvres sont diffusées au Pérou, Honduras, Canada, République dominicaine et en Espagne.
Après cinq ans d'absence de la scène musicale, il revient, fin 2017, avec un nouveau single : El Chip.

## Discographie
- El Maquinon (Machete Music/Universal Records)
- Noztra Feat (Machete Music/ Universal Records)
- La disco expltota